# La Actriz (obra de teatro)
La actriz es una obra de teatro de Lorenzo Piriz-Carbonell, estrenada en 1987.

## Concepción
La idea de esta obra surge de un encuentro entre el autor y el productor Lorenzo Zaragoza, que le propuso escribir una obra  de teatro en el año 1985. Piriz - Carbonell decidió escribir un recital compuesto por secciones de varios monólogos suyos, de obras estrenadas y no. Al seleccionar los textos tuvo que relacionarlos, crear un hilo conductor que les hiciera llegar con cierta coherencia a un público espectador. Surgió la trama conflictiva entre actriz y director, como personajes, ya que según el autor hay estos entes tan teatrales en la función, justo es que también exista en una Compañía de teatro que esté ensayando esas obras. 

## Argumento
La obra habla de las relaciones entre el director y la actriz y sus conflictos en los ensayos de una compañía de teatro.

## Estreno
Gran Teatro de Elche (Alicante) 25 de septiembre de 1987.

## Ficha técnica
- Autor - Lorenzo Piriz - Carbonell
- Director - Lorenzo Zaragoza
- Producción - Producciones Princesa Teatro
- Intérpretes
  - Actriz (Pilar Bardem, Julia Martínez)
  - Director (Arturo López)
  - Meritoria (Ángeles Tendero)
  - Regidor (Guillermo Carmona)
  - Meritorio (Sebastián Ruiz)
  - Un Actor (Juanjo López)
- Escenografía y Vestuario - Antonio Llamas[2]
- Diseño Gráfico - Daniel Garbade
- Asesoría Mágica - Ignacio Brieva y A.López Sanmartin
- Maquinista - P. García Vicente
- Regidor - Guillermo Erice
- Ayudante de dirección - Antonio Liza